# Pulaski County (Indiana)
Pulaski County is een county in de Amerikaanse staat Indiana.
De county heeft een landoppervlakte van 1.123 km² en telt 13.755 inwoners (volkstelling 2000). De hoofdplaats is Winamac.

## Bevolkingsontwikkeling

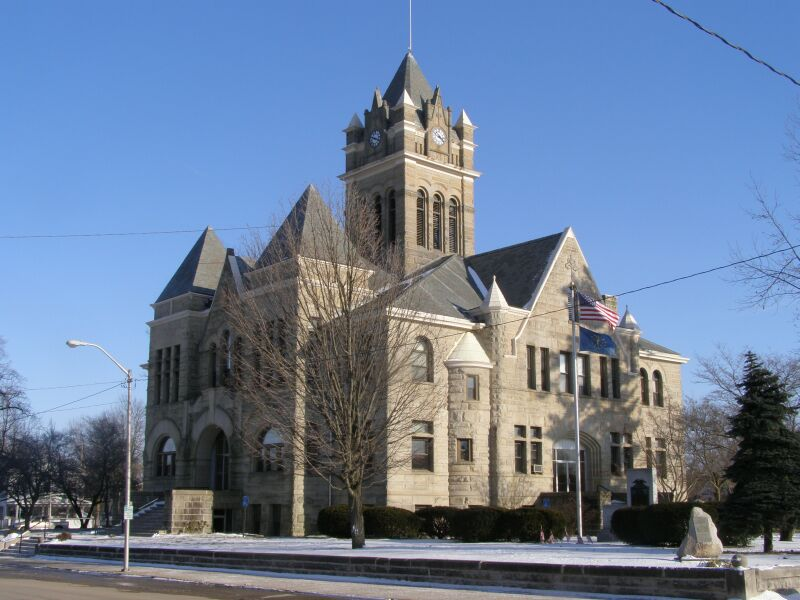
Pulaski County Courthouse